# 薄荷茱莉普
薄荷茱莉普是一种由波本威士忌、糖、水、碎冰或刨冰和新鲜薄荷制成的鸡尾酒。作为一种以波旁酒为基酒的鸡尾酒，它与美国南部的美食有关，特别是肯塔基德比赛马大赛。

## 配方
薄荷茱莉普传统上是由四种原料制成的：薄荷、波本威士忌、糖和碎冰，同时长矛薄荷是南方各州特别是肯塔基州的首选薄荷。正确的鸡尾酒的制作方法通常也是有争议的，因为不同的调酒师的方法可能有很大的不同。薄荷茱莉普可以被认为是一种叫做「菲克斯」（白兰地茱莉普是另一个例子，以及莫吉托也是）类鸡尾酒的成员，将新鲜的薄荷和其他成分混合或粉碎后准备为成品饮料调味。这个步骤进一步将精油和果汁释放到混合物中，增强了添加成分的味道。
传统上，薄荷茱莉普通常装在银杯或白鑞杯中，饮用时只触碰杯子的底部和顶部边缘，这样可以在杯外形成霜。 传统的手部放置方式可能是为了减少从手部传递到银杯或白鑞杯的热量而产生的。今天，薄荷茱莉普最常见的是使用較長的洛克杯、可林杯或带吸管的高球杯饮用。

## 历史

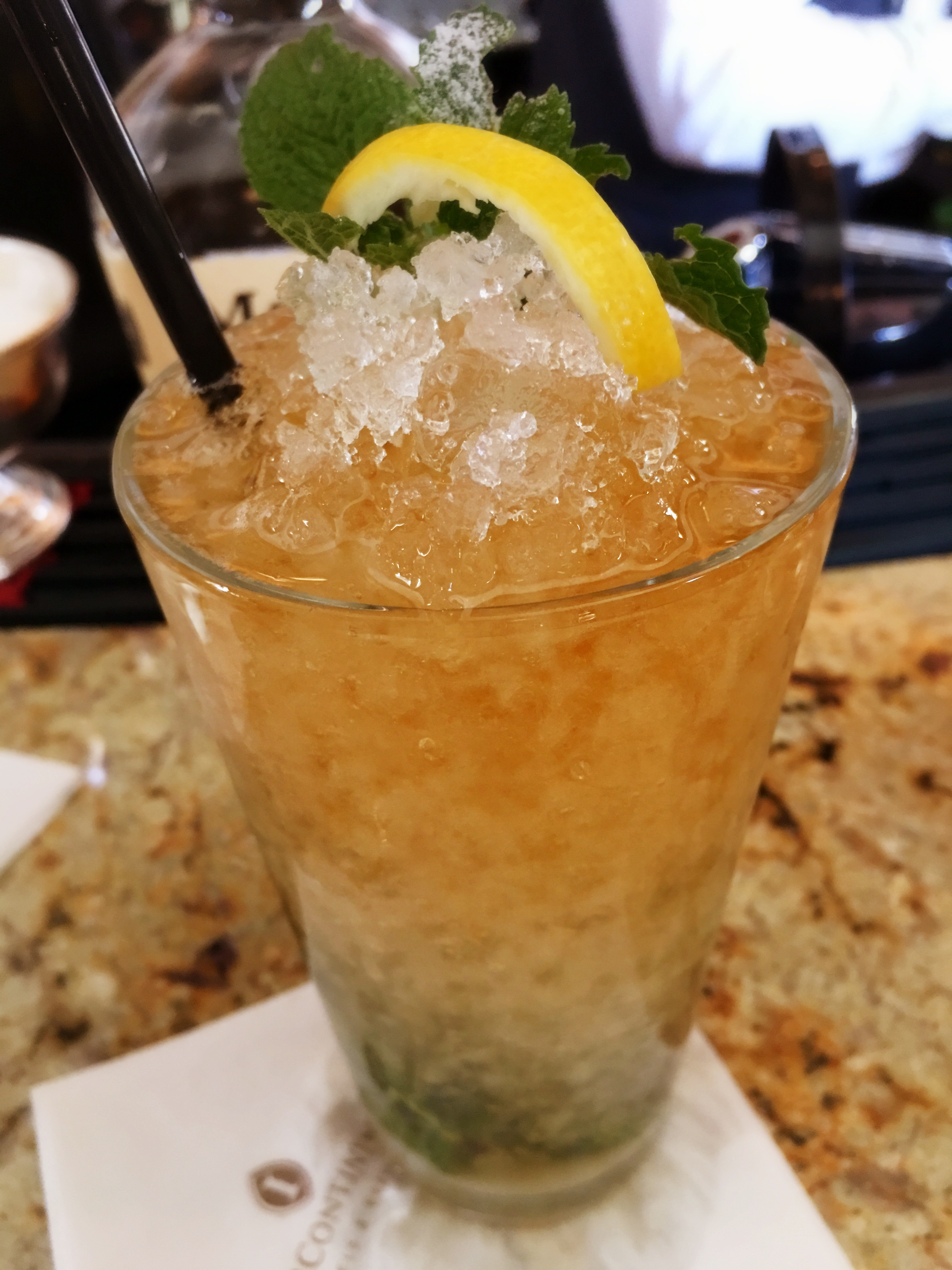
在圆罗宾酒吧，用亨利·克莱的原始配方调制的薄荷朱利普。根据调酒师和历史学家吉姆·休斯的说法，这款鸡尾酒最初是用水晶杯盛装的，因为它更多的代表了上流社会的饮料。

茱莉普一词一般被定义为一种甜饮料，特别是作为药用的饮料。这个词本身来自西班牙语「julepe」。英国的茱莉普以及后来的美国薄荷茱莉普主要是药用并且其酒精含量较低，而且经常含有樟脑。
薄荷茱莉普起源于美国南部，时间可能是在十八世纪，其已知最早的说法来自1770年。包括罗伯特·芒福德的讽刺剧「候选人」（其中出现了一个酒鬼角色茱莉普先生），以及发表在威廉斯堡弗吉尼亚公报上的关于狩猎的短诗（该诗将茱莉普描述为一种让医生们暴跳如雷的饮料，而一些人却对其爱不释手）。在1784年的《医学通讯》中，可以找到更多关于薄荷茱莉普作为处方饮料的证据：「胃部不适，经常反胃并且有时吞咽困难。我就给她开了催吐剂、一些开胃粉和薄荷茱莉普。」
1793年，牧师哈利·图尔明将薄荷茱莉普描述为：「玻璃杯里加入朗姆酒和水和优质的糖，里面放了一支薄荷。」薄荷茱莉普在印刷品中的首次出现是在1803年约翰·戴维斯在伦敦出版的一本书中，书中对它的描述是：「有薄荷浸泡的烈性酒，由弗吉尼亚人在一个早晨饮用」。
弗吉尼亚州的酒馆，如里士满的J.Pryor's Haymarket Inn在1780年代就开始在其基础设施中加入冰屋（可能也是为了冰镇鸡尾酒）。而第一次提到冰镇茱莉普是在1807年5月4日诺福克的Wig-Wam花园的广告中。
美国肯塔基州参议员亨利·克莱在华盛顿居住期间将这种饮料引入华盛顿著名的威拉德酒店圆罗宾酒吧。
十九世纪，美国人不仅喜欢喝以波本酒为基酒的茱莉普，还喜欢喝以陈年金酒为基酒的茱莉普。
到了1820年，茱莉普在弗吉尼亚州成为一种遗产，并已被采纳为当地的一种特色项目。第一个公认的薄荷酒大师是来自里士满的贾斯珀·克劳奇。
英国人弗雷德里克·马里亚特在1840年出版的《美国日记第二辑》一书第41页中这样描述：「真正的薄荷茱莉普」。
有很多品种的薄荷茱莉普，比如那些由波尔多葡萄酒、马德拉白葡萄酒等组成的酒。但真正的薄荷茱莉普的制作方法和成分我会在下文说明，把一打有嫩芽的薄荷枝放进一个平底玻璃杯中，在上面放一勺白糖，之后加入等比例的桃子酒和普通白兰地，这样就能装满玻璃杯三分之一或更少一点。最后使用冰块补满酒杯。有些美食家会用一块新鲜的菠萝擦拭玻璃杯的上沿，而玻璃杯本身在外面也经常覆盖一层白霜，当白霜稍稍开始融化时就可以饮用了。

杰里·托马斯所著的《如何混合饮料或享乐伴侣》是1862年版的《酒吧服务生指南》其中包括五种薄荷茱莉普的配方和如何饮用的说明，并且允许使用干邑、白兰地、杜松子酒、威士忌或莫塞尔起泡酒。 托马斯在谈到薄荷酒时说：「……一种美国特有的饮料……后来由玛丽亚特船长引入英国」。

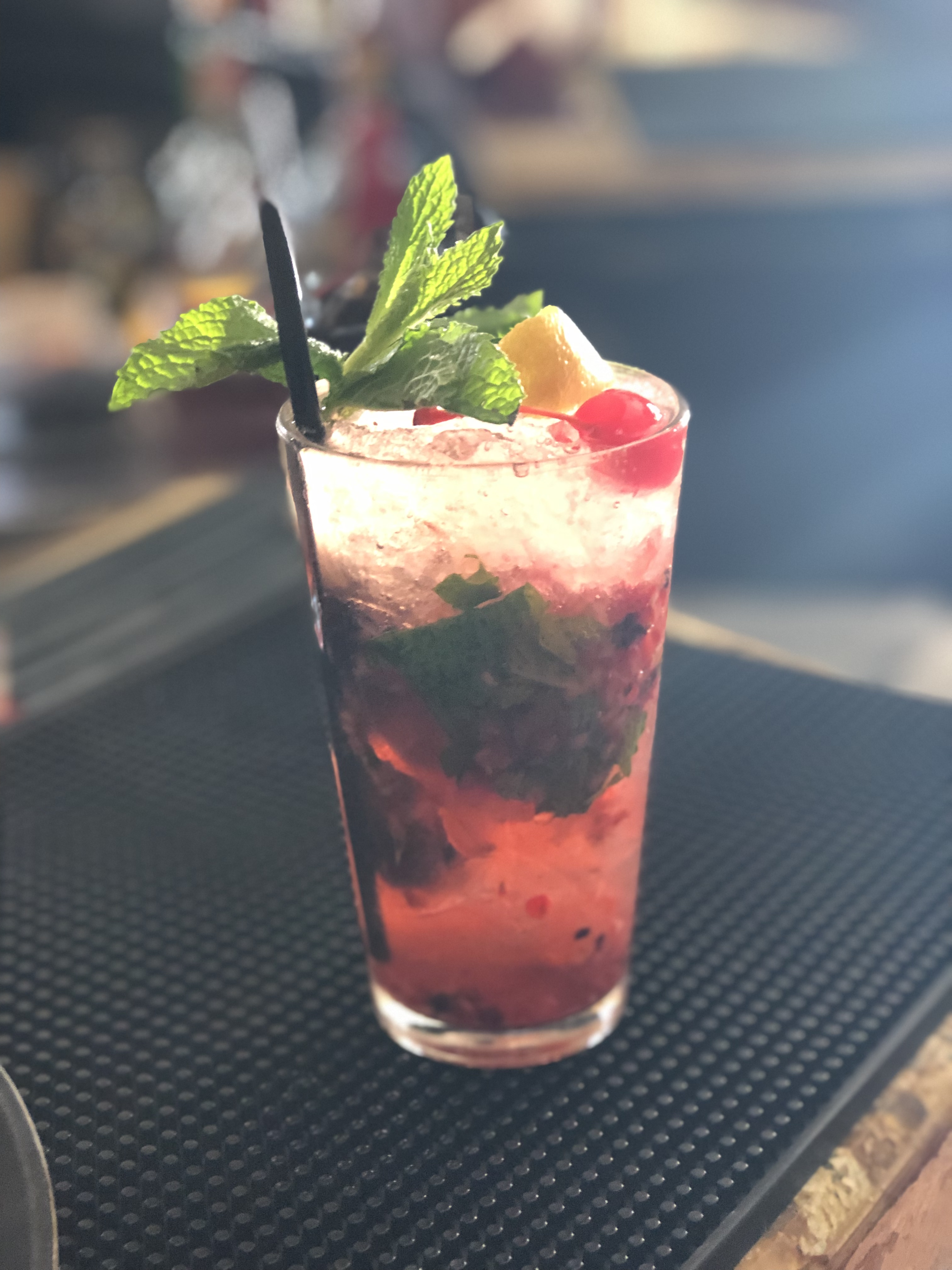
在圆罗宾酒吧的节日Jingle Bell Julep中使用浸渍草莓、樱桃和覆盆子代替薄荷汁的茱莉普

在1916年，老白酒吧的传统弗吉尼亚配方被描述为：
……由一个螺旋形楼梯进入的一个著名的老酒吧间，在这个阴暗凉爽的房间里，薄荷躺在碎冰山上并散发着大量的芬芳。在过去的日子里，这个地方因创造出白硫（地名）薄荷茱莉普和弗吉尼亚托蒂酒而闻名世界。薄荷茱莉普不是现在的混合型鸡尾酒而是由最纯正的法国白兰地、碳酸水、老式的切糕糖、碎冰和薄荷的嫩芽制成的……
然而近年来以波本酒为基础的茱莉普已经决定性地超越了以金酒为基酒的茱莉普。

## 肯塔基德比赛马大赛
自1938年以来，丘吉尔牧场一直在与肯塔基德比赛马大赛联合推广薄荷茱莉普。每年在肯塔基奥克斯和肯塔基德比的两天时间里，丘吉尔唐斯公司都会提供近12万杯茱莉普，并且几乎所有的茱莉普都装在特制的肯塔基德比收藏杯中。

## 扩展阅读
- Domine, David. Adventures in New Kentucky Cooking with the Bluegrass Peasant (Kuttawa, KY: McClanahan Publishing House), 2007. ISBN 0-913383-97-X.
- The Mint Julep: The Very Dream of Drinks, from the Old Receipt of Soule Smith, Down in Lexington, Kentucky (Lexington, KY: The Gravesend Press), 1949. [reprinted in 1964]
- Nickell, Joe. The Kentucky Mint Julep (Lexington, KY: The University Press of Kentucky), 2003. ISBN 0-8131-2275-9.
- Thompson, Hunter S., "The Kentucky Derby".